# Ashley (North Dakota)
Ashley er en amerikansk by og administrativt centrum for det amerikanske county McIntosh County i staten North Dakota. I 2000 havde byen et indbyggertal på 882.